# Darlin Yongwa
Darlin Zidane Yongwa Ngameni (Duala, 22 de septiembre de 2000) es un futbolista camerunés. Juega de defensa y su equipo es el F. C. Lorient de la Ligue 1 de Francia. Es internacional absoluto por la selección de Camerún desde 2022.

## Trayectoria
Yongwa fichó en el Niort francés en febrero de 2019 proveniente del EFBC de su país. Debutó en la Ligue 2 el 27 de julio de 2019 ante el AJ Auxerre.
El 24 de junio de 2022 firmó contrato por cuatro años con el F. C. Lorient.

## Selección nacional
Debutó con la selección de Camerún el 23 de septiembre de 2022 ante Uzbekistán.

## Estadísticas
Actualizado al último partido disputado el 10 de mayo de 2025.
| Club                  | Div.          | Temporada     | Liga  | Liga  | Copas nacionales | Copas nacionales | Copas internacionales | Copas internacionales | Total | Total |
| Club                  | Div.          | Temporada     | Part. | Goles | Part.            | Goles            | Part.                 | Goles                 | Part. | Goles |
| --------------------- | ------------- | ------------- | ----- | ----- | ---------------- | ---------------- | --------------------- | --------------------- | ----- | ----- |
| Niort Francia         | 2.ª           | 2019-20       | 8     | 0     | 4                | 0                | —                     | —                     | 12    | 0     |
| Niort Francia         | 2.ª           | 2020-21       | 29    | 0     | 1                | 0                | —                     | —                     | 30    | 0     |
| Niort Francia         | 2.ª           | 2021-22       | 31    | 0     | 0                | 0                | —                     | —                     | 31    | 0     |
| Niort Francia         | Total club    | Total club    | 68    | 0     | 5                | 0                | 0                     | 0                     | 73    | 0     |
| F. C. Lorient Francia | 1.ª           | 2022-23       | 14    | 1     | 3                | 0                | —                     | —                     | 17    | 1     |
| F. C. Lorient Francia | 1.ª           | 2023-24       | 22    | 1     | 0                | 0                | —                     | —                     | 22    | 1     |
| F. C. Lorient Francia | 2.ª           | 2024-25       | 33    | 1     | 0                | 0                | —                     | —                     | 33    | 1     |
| F. C. Lorient Francia | Total club    | Total club    | 69    | 3     | 3                | 0                | 0                     | 0                     | 72    | 3     |
| Total carrera         | Total carrera | Total carrera | 137   | 3     | 8                | 0                | 0                     | 0                     | 145   | 3     |